# Lysmus zanganus
Lysmus zanganus là một loài côn trùng trong họ Osmylidae thuộc bộ Neuroptera. Loài này được C.-k. Yang et al in Huang et al. miêu tả năm 1988.